# Arroyomolinos de León
Arroyomolinos de León es un municipio español de la provincia de Huelva, Andalucía, enmarcado en el parque natural de Sierra de Aracena y Picos de Aroche. El municipio cuenta con una población de 925 habitantes (INE 2024). Su extensión superficial es de 86,95 km² y tiene una densidad de 11,6 hab/km². Se encuentra situada a una altitud de 609 metros y a 135 kilómetros de la capital de provincia, Huelva.

## Demografía
Arroyomolinos de León cuenta con una población de 925 habitantes (INE 2024).
| Gráfica de evolución demográfica de Arroyomolinos de León entre 1842 y 2021                                         |
| |
| Población de derecho según los censos de población del INE Población de hecho según los censos de población del INE |

| 1168                      | 1163 | 1174 | 1157 | 1135 | 1127 | 1117 | 1105 | 1078 | 1055 | 951 |
| (Fuente: INE [Consultar]) |      |      |      |      |      |      |      |      |      |     |

## Economía

### Evolución de la deuda viva municipal
| Gráfica de evolución de Deuda viva del Ayuntamiento de Arroyomolinos de León entre 2008 y 2021                                |
| |
| Deuda viva del Ayuntamiento de Arroyomolinos de León en miles de Euros según datos del Ministerio de Hacienda y Ad. Públicas. |

## Historia
En el siglo XIII la Reconquista Cristiana llegó a esta zona y el Gran Maestre Pelay Pérez Correa, perteneciente a la Orden de Santiago, lidera la llamada Batalla de la Calera, en el monte de Tentudía. Años más tarde, el lugar fue repoblado por leoneses que venían por la Ruta de la Plata. Se formó la Encomienda Mayor de León con cinco villas en plena frontera con los árabes, y la Orden de Santiago adquirió un gran dominio económico en la zona. Los pueblos que formaron parte de la Encomienda fueron: Fuentes de León, Segura de León, Calera de León, Cañaveral de León y Arroyomolinos de León.
En un principio, Arroyomolinos de León perteneció al partido de Llerena, aunque años más tarde, en 1274 fue concedido al Fuero de Segura de León. En 1485, la Orden de Santiago desapareció y Arroyomolinos pasó a pertenecer a la Corona Española, concretamente a la Tierra Realenga de Sevilla y dependiente de la Casa de los Marqueses de Aracena hasta el siglo XIX. 
La villa fue perteneciendo posteriormente a otras demarcaciones, llegando a quedar encuadrada incluso en Extremadura (que entonces era solo una provincia), dependiendo de la prefectura de Mérida. En 1833, por el Decreto Ley del 30 de noviembre, bajo el reinado de Isabel II, Arroyomolinos de León queda enmarcado definitivamente en la recién creada provincia de Huelva. Los arroyencos manifestaron su descontento porque el sentimiento y tradición extremeña estaba muy arraigado en la localidad. En un escrito de su Ayuntamiento en 1835, el pueblo serrano se quejaba de los perjuicios que suponía su nueva dependencia, que conllevaba la ruptura con su tradicional provincia de Badajoz. Sus quejas fueron sin embargo desatendidas, alegándose tan sólo las dificultades administrativas que suponía para esas fechas tal petición. 
En cuanto al aspecto demográfico existen datos de que en 1498 había unos 170 “vecinos” (entendiendo por vecino la unidad familiar compuesta normalmente por unas cuatro o cinco personas): serían por tanto unos 700 habitantes. 
Parece que en Arroyomolinos de León existió una morería a finales de la Edad Media, aunque esto sólo es una hipótesis que no podemos constatar debido a que no existen datos de salida masiva de musulmanes de los territorios conquistados por la Orden de Santiago, debido a la conversión forzosa impuesta en 1501.
Hasta 1873 perteneció a la diócesis del Priorato de San Marcos de León. A partir de ese año fue anexionada la diócesis de Sevilla.
En 1920, el censo alcanza un máximo histórico con 2600 habitantes, pudiendo deberse a la cercanía con las Minas de Cala o más probablemente por la creciente actividad de tala en las inmediaciones de la localidad.
En los años sesenta del siglo XX, el fenómeno de la emigración también hizo mella en Arroyomolinos de León y las cifras poblacionales nuevamente se vieron reducidas hasta llegar a los 943 habitantes (INE 2023).
La economía de este pueblo se sustenta, hoy, en el olivar de secano, en el alcornoque y en la ganadería, siendo un pueblo típicamente serrano, con tradiciones y costumbres extremeñas y sus habitantes son un claro ejemplo de dedicación al trabajo del campo.

## Lugares de interés

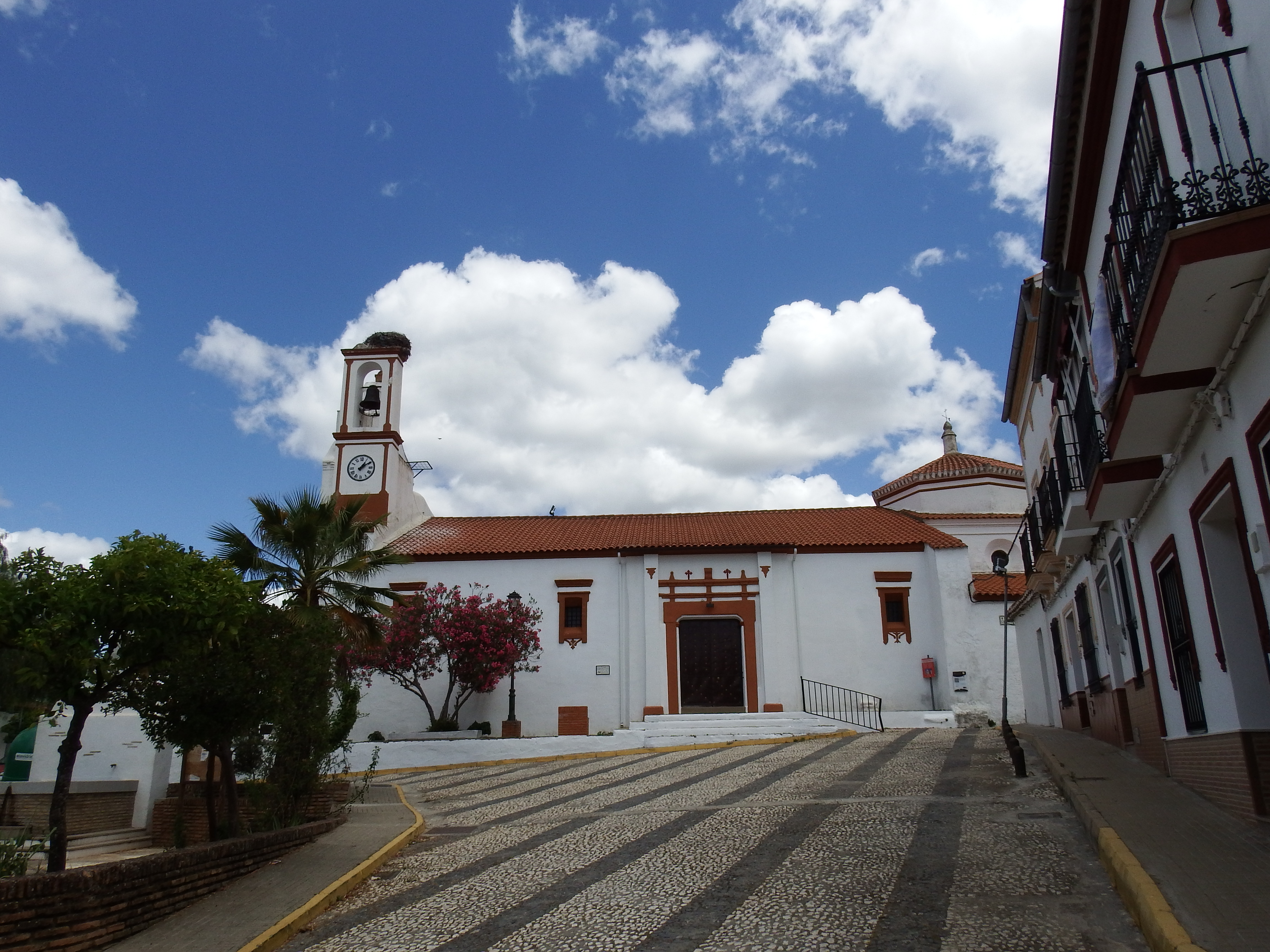
Iglesia de Santiago el Mayor

### Iglesia parroquial de Santiago el Mayor
Al contrario que otras iglesias de la zona, la iglesia de Santiago el Mayor de Arroyomolinos de León no cuenta con torre, sino con una espadaña, que junto a su gran fachada, hace que la iglesia recuerde a los conventos coloniales de México. La portada de los pies es mudéjar y se encuentra enmarcada por un alfiz, contrastando con la portada neoclásica que aparece en un lateral y que es en realidad la puerta de entrada, en uso, al templo. En el interior, de corte clásico, ha sido reformado varias veces, y la estructura actual es datada como perteneciente al siglo XVII; consta de tres naves separadas por unos pilares que sostienen arcos semicirculares rebajados, la cabecera es cuadrangular y posee una cúpula. Es destacable una pila bautismal realizada con mármol local, además de un capitel de época tardorromana o visigótica, convertida hoy día en pila de agua bendita, con interesantes grabados.

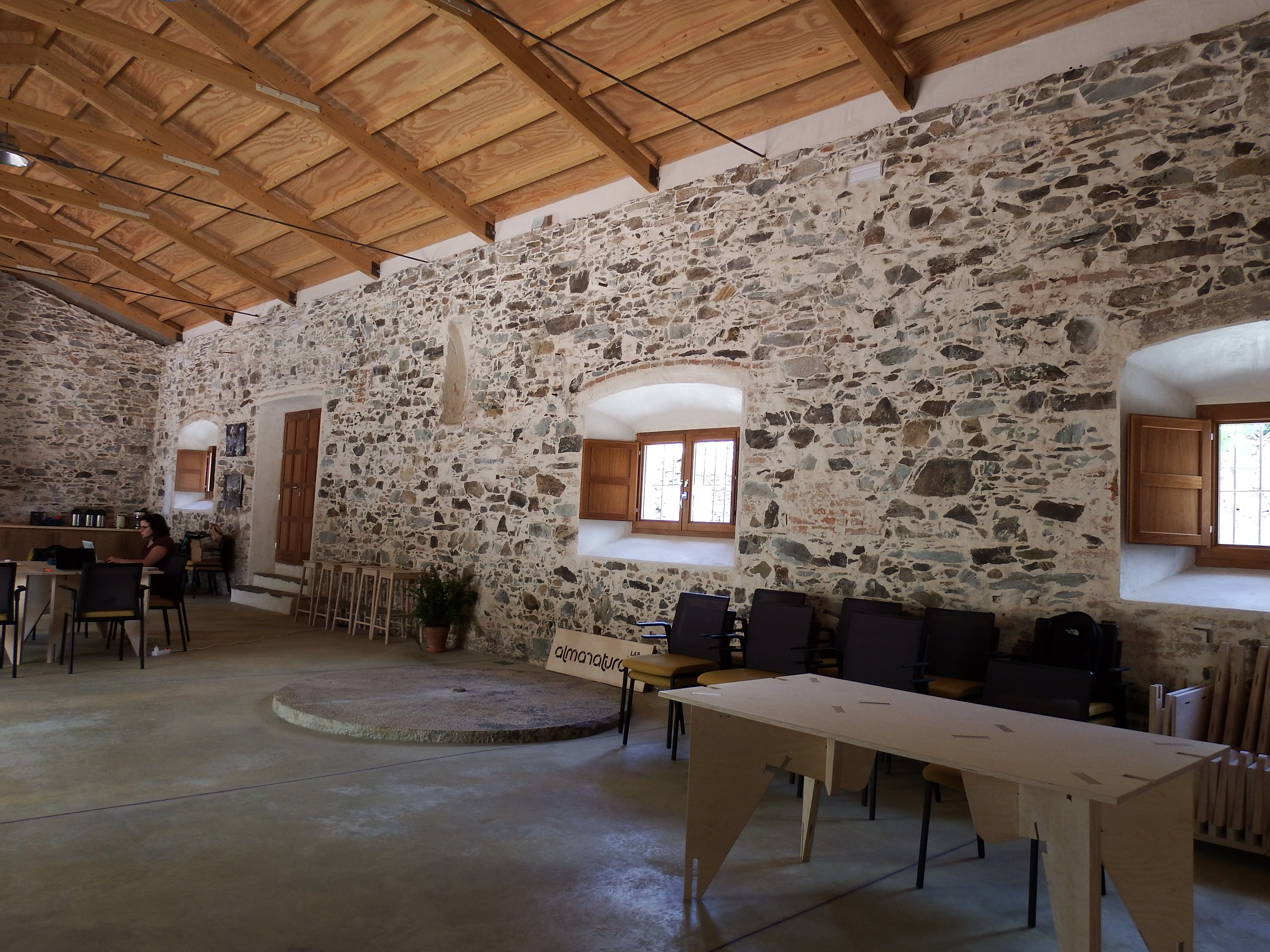
Interior de uno de los antiguos molinos aceiteros

### Molinos de agua
Los recursos hídricos de la Sierra hicieron que se fomentara una cultura en relación con los mismos con elementos constructivos como las fuentes, abrevaderos, lavaderos y de forma muy acusada en Arroyomolinos de León, los Molinos de Agua, que se implantaron a mediados del siglo XV y tuvieron su principal desarrollo desde mediados del siglo XVIII. Los documentos identifican unos doscientos molinos repartidos por toda la comarca, y especialmente en Arroyomolinos de León aparecían más de treinta. Actualmente existen 32 restos de molinos en las riberas de los arroyos Abismo-Morena y Valdelamadera (más conocido este último cono “La Gitana”), aunque algunos de ellos se encuentran en muy mal estado de conservación, siendo alguno de estos restos simplemente una parte del cubo. 
Existen dos rutas en las que se pueden apreciar los restos de estos molinos. La primera es la Ruta de Valdelamadera, en la que se encuentran los molinos de La Llave, de la Virgen y de la Molineta, entre otros. La segunda es la Ruta Abismo-Morena, en la que podemos encontrar los molinos de Tío Donato, de Fulgencio, del Chorrero y otros más. Entre ellos se encuentra el Molino de Atanasio, que en su interior mantiene la maquinaria de su estructura y los contenidos de su funcionamiento e historia. El molino es propiedad del Ayuntamiento y se puede visitar, previo permiso municipal.

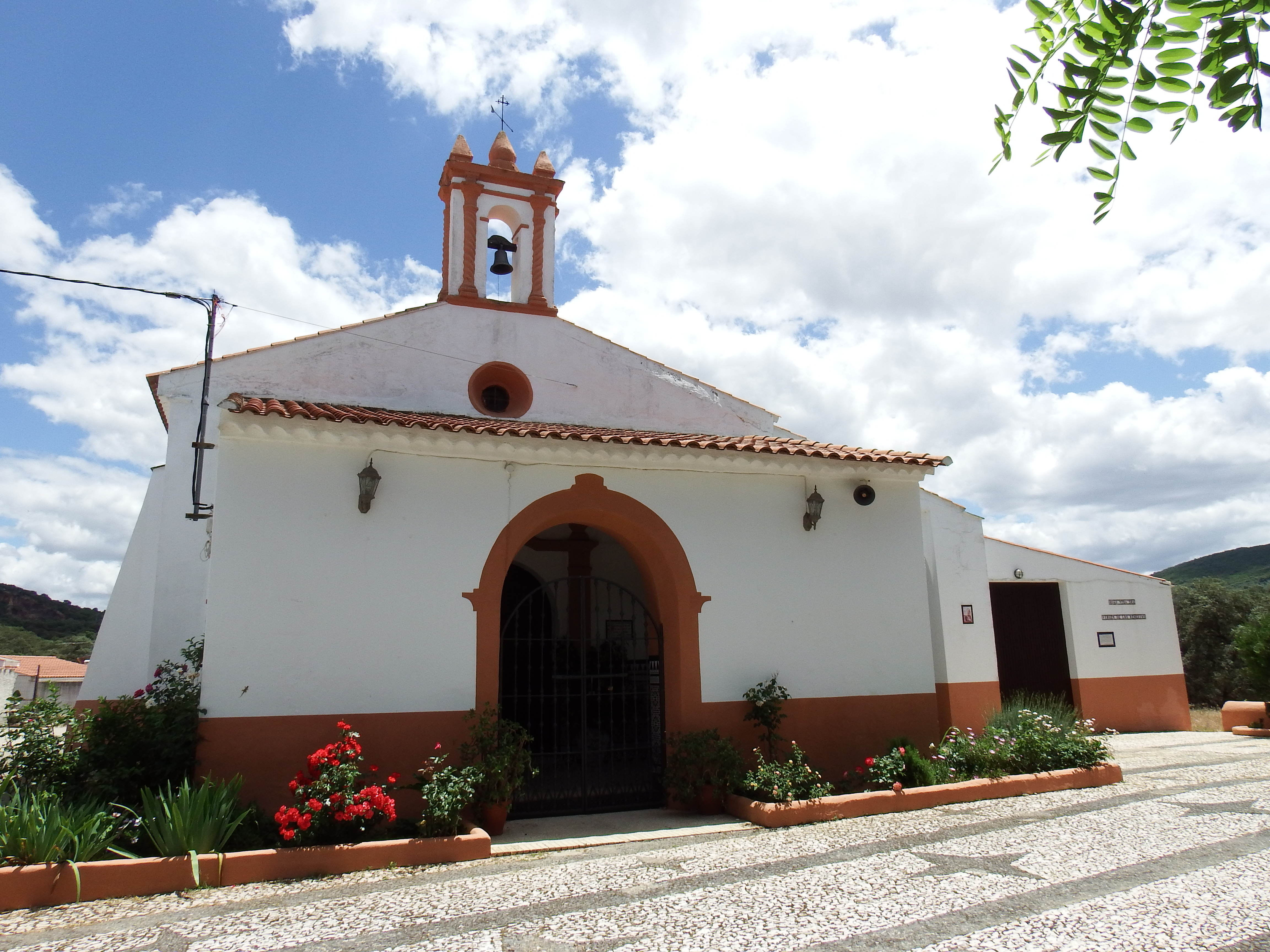
Ermita de Nuestra Señora de los Remedios

### Ermita de la Virgen de los Remedios
El actual edificio puede tratarse de una reconstrucción hecha alrededor de 1700 de un edificio más antiguo, al que se le añadió el camarín de la cabecera, en algún momento después. La imagen titular de la ermita fue realizada por Agustín Sánchez Cid en 1939, restaurada en 1968 por Antonio León Ortega y en 2023 por Antonio Comas.

### Puente de la Gitana
Situado a la salida del pueblo, en dirección a Sevilla, a unos cinco kilómetros de la localidad, se trata un antiguo puente hoy en desuso pero totalmente visible desde la carretera, junto al que se ha creado un área de descanso.

### Bonales
El monte Bonales, máxima elevación de la provincia de Huelva, con una altitud de 1.055 metros.

### Tumbas prehistóricas
Aún por estudiar, camino de Tentudía desde Arroyomolinos de León. Antes de llegar a la finca las Esas, existen unos enterramientos prehistóricos, probablemente de la Edad del Bronce, muy similares a los encontrados en la necrópolis de Almadén de la Plata.

### Mirador del Bujo
Se sube desde la calle que lleva al campo de fútbol y la piscina municipal, por un sendero asfaltado de unos 3,7 km. Desde él se puede contemplar una amplia panorámica del parque natural de la Sierra de Aracena y Picos de Aroche.

## Fiestas tradicionales

### Romería
La Romería en honor a la Virgen de los Remedios, patrona de Arroyomolinos de León, se celebra el tercer domingo de mayo. Los romeros acompañan a la imagen hasta el campo para celebrar un día de convivencia que termina con el regreso de la Virgen a su ermita, de nuevo, junto a romeros a pie, a caballo y en carrozas, acompañados por un tamborilero y una banda de música que amenizan la jornada.

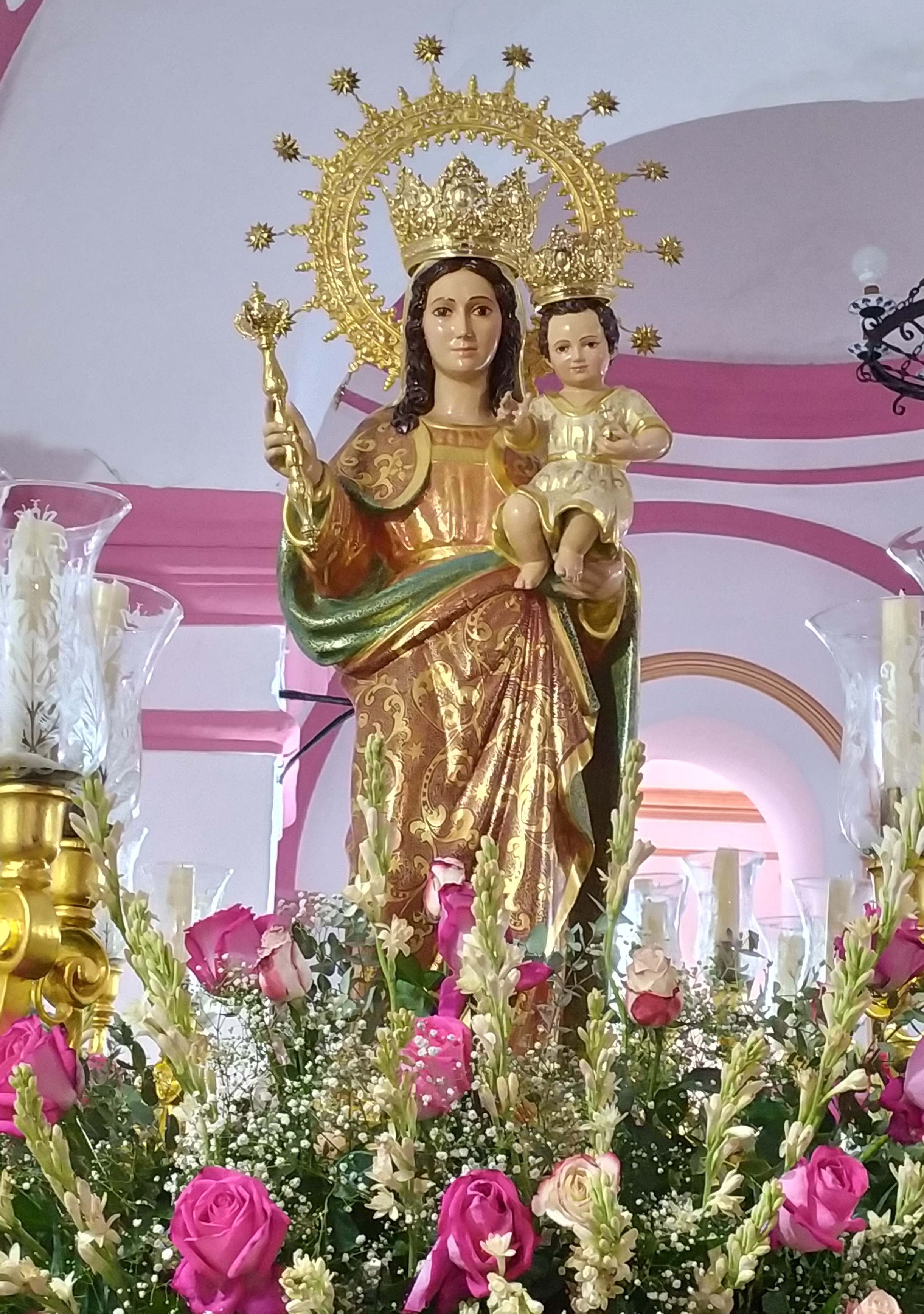
Virgen de los Remedios de Arroyomolinos de León

### Feria y fiestas
La Feria en honor a la Virgen de los Remedios se celebra del 15 al 18 de agosto. El día 15 se llevan a cabo las celebraciones religiosas, con dos procesiones de la Virgen de los Remedios. Por la mañana, al sitio de la Cruz, donde cuenta la leyenda que se apareció la Virgen. Por la noche, se amplía el recorrido por las calles del pueblo, pasando por la iglesia. En ambas ocasiones la imagen es acompañada por los vecinos del municipio y la banda de música.
El resto de los días se llevan a cabo las celebraciones populares con tradiciones muy arraigadas en la localidad como el "toro de fuego", una atracción pirotécnica que atrae a numeroso público no sólo del municipio, sino de los alrededores. 

### Fiesta de San Antonio
El 13 de junio, festivo local, se celebra la fiestas de San Antonio, patrón de Arroyomolinos de León. La imagen del santo sale en procesión por la mañana y el fin de fiesta lo pone por la noche el tradicional toro de fuego. 
La noche de la víspera, el día 12 de junio, se saltan las candelas, otra de las tradiciones más arraigadas en el municipio. En sus orígenes, las candelas las hacían los vecinos y vecinas que se llamaban Antonio y Antonia en las puertas de sus casas. Más tarde, se hacía una única candela en el llano de la iglesia. Y de ahí se pasó a hacer una candela en cada barrio del pueblo, hasta donde llegan los vecinos haciendo un reccorrido por las calles del municipio amenizado por una charanga.